# (4498) Shinkoyama
(4498) Shinkoyama (1989 AG1) – planetoida z pasa głównego asteroid okrążająca Słońce w ciągu 5,21 lat w średniej odległości 3 j.a. Odkryta 5 stycznia 1989 roku.